# Gegenstände in Tolkiens Welt
Der englische Schriftsteller J. R. R. Tolkien entwarf die Fantasiewelt Arda, deren bekanntester Kontinent Mittelerde ist. Sie ist der Handlungsort der Romane Der Hobbit (1937) und Der Herr der Ringe (1954/55) und der nach seinem Tod veröffentlichten Werke Das Silmarillion (1977) und die Nachrichten aus Mittelerde (1980). Tolkien schuf in seinen Werken diese umfassende Welt mit eigener Geschichte und aufeinander aufbauenden Sprachen, Völkern, Mythen und Sagen. Viele der fiktiven Gegenstände in Tolkiens Welt haben eine besondere, oft mythisch aufgeladene Bedeutung, die sich auch darin zeigt, dass diese oft „sprechende“ Namen besitzen, die auf ihre Herkunft, ihre Eigenschaften oder ihre schicksalhafte Bestimmung hindeuten.
Tolkien setzte neue Maßstäbe, indem er als einzelner Autor eine ganze Welt erfand und beschrieb. Er gilt als einer der Begründer der modernen Fantasy-Literatur, die sein Vorbild maßgeblich prägte.
Die von J. R. R. Tolkien in mehreren Romanen beschriebene Welt Arda gehört zu den komplexesten Weltenschöpfungen der phantastischen Literatur. Einige der fiktiven Orte auf Arda – insbesondere auf dem Kontinent Mittelerde – sind so bekannt, dass sie zum Allgemeingut der Populärkultur gehören. In den verschiedenen Sprachen und Schriften in Tolkiens Welt existieren für viele Örtlichkeiten unterschiedliche Namen und Bezeichnungen.
Die folgende Aufzählung bezieht sich ausschließlich auf die Romane und Schriften Tolkiens. Die dreiteilige Verfilmung des Romans Der Herr der Ringe (siehe dazu Der Herr der Ringe) stellt manche Zusammenhänge anders dar.
Die Schreibweise der Eigennamen und einiger anderer Zusammenhänge richtet sich bei Abweichungen zwischen den beiden deutschen Übersetzungen des Herrn der Ringe nach der älteren von Margaret Carroux, da diese noch in Zusammenarbeit mit Tolkien entstand. Die Unterschiede zur Übersetzung Wolfgang Kreges sind in manchen Fällen mit angegeben.

## Wortherkunft
Zur Wortherkunft ist folgendes zu beachten. In den Geschichten über Mittelerde tauchen viele fremdartig klingende Worte und Namen auf. Da in Mittelerde überwiegend Sindarin, eine von Tolkien entwickelte Elbensprache, gesprochen wurde, entstammen die Namen der Personen oder Gegenstände und die Ortsbezeichnungen auf dieser Seite überwiegend dieser Sprache. Sollte eine Bezeichnung der anderen Elbensprache, dem Quenya entstammen, so wird dies durch ein (Q.) angegeben. Die Personennamen können auch anderen Sprachschöpfungen aus Tolkiens Welt entstammen.

## Schmuckstücke/Erbstücke

### Ringe der Macht
Es gibt 20 Ringe der Macht: 3 Elbenringe, 7 Zwergenringe, 9 Menschenringe und den einen Ring des Dunklen Herrschers. Alle Ringe der Macht außer dem Einen Ring sind mit Steinen besetzt. Sie haben in Der Herr der Ringe eine zentrale Bedeutung. Mit Ausnahme des Einen Rings werden alle Ringe der Macht von den Noldor-Elben in den Schmieden von Eregion gefertigt; die späteren neun Ringe der Menschen und die sieben Ringe der Zwerge sogar unter direkter Führung von Sauron, der sich unter dem falschen Namen Annatar (Q.) („Herr der Geschenke“) als Freund der Elben ausgibt. Besonders Celebrimbor fertigt unter den Ratschlägen von Annatar den Großteil der Ringe an.
Als Sauron Eregion erobert, nimmt er die neun Ringe an sich und erfährt durch die Folter von Celebrimbor auch, wo sich die sieben Ringe befinden. Nur die drei Ringe bleiben vor Sauron verborgen. Später verteilt der Dunkle Herrscher die von ihm eroberten sechzehn Ringe wieder, um die Könige der Menschen und Zwerge an seinen Willen zu binden.

#### Der Eine Ring
Der Eine Ring (auch Meisterring, Ring der Macht oder Isildurs Fluch genannt) wird vom Dunklen Herrscher Sauron im zweiten Zeitalter heimlich in den Feuern des Schicksalsberges in Mordor geschmiedet. Er lässt einen großen Teil seiner eigenen Macht in den Ring fließen, um diesem Kraft zu verleihen und die anderen Ringe der Macht zu beherrschen. Allerdings bindet sich der Dunkle Herrscher mit dieser Tat auch unwiderruflich an das Schicksal des Rings und geht somit zugrunde, als der Ring zerstört wird.
Die auf Innen- und Außenseite des Ringes eingravierte Inschrift lautet in der Schwarzen Sprache:

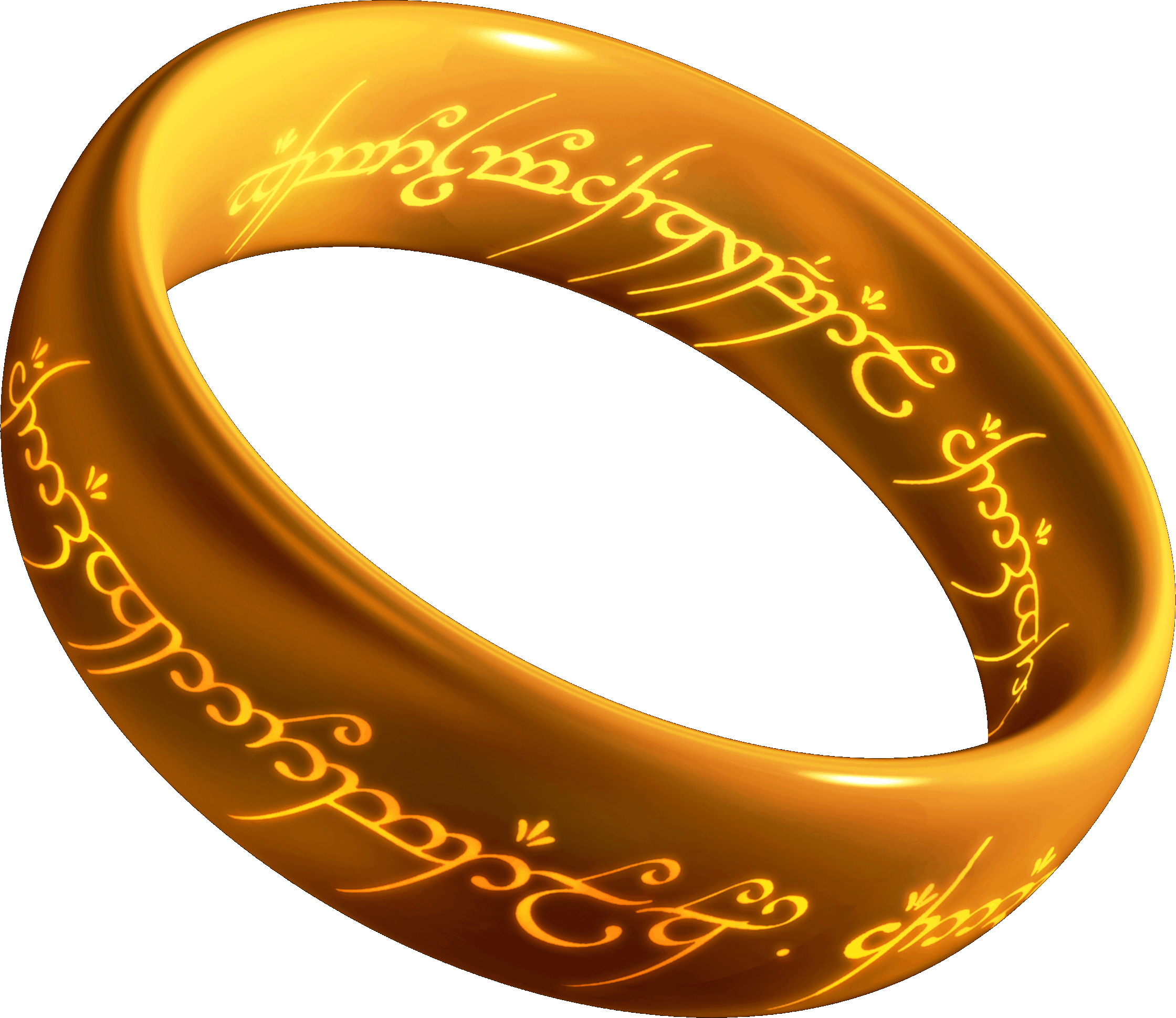
Der Eine Ring

«Ash nazg durbatulûk, ash nazg gimbatul,
ash nazg thrakatulûk agh burzum-ishi krimpatul»

„Ein Ring, sie zu knechten, sie alle zu finden,
ins Dunkel zu treiben und ewig zu binden“

Sichtbar wird diese Inschrift nur unter dem Einfluss von großer Hitze. Der Text ist Teil eines längeren Gedichts.

„Drei Ringe den Elbenkönigen hoch im Licht,

Sieben den Zwergenherrschern in ihren Hallen aus Stein,

Den Sterblichen, ewig dem Tode verfallen, neun,

Einer dem Dunklen Herrn auf dunklem Thron

Im Lande Mordor, wo die Schatten drohn.

Ein Ring, sie zu knechten, sie alle zu finden,
Ins Dunkel zu treiben und ewig zu binden

Im Lande Mordor, wo die Schatten drohn.“

Der Eine Ring hat die Macht, diese anderen Ringe zu unterwerfen und ihre Träger zu verderben und schließlich zu Dienern Saurons zu machen. Der Ring kann seine Größe verändern, scheint einen eigenen Willen zu haben und versucht, zu Sauron zu gelangen, wenn dieser ihn nicht trägt. Streift ein Träger, über den er Macht hat, sich den Ring über den Finger, wird er unsichtbar. Der Träger selbst befindet sich dann in einer Schattenwelt und steht mit Sauron in Kontakt. Er kann von ihm und den Ringgeistern geortet werden. Außerdem macht er die wahre Gestalt der Ringgeister sichtbar, wenn sich diese in der Nähe befinden. Seine Macht und sein Einfluss auf den Träger sind so groß, dass er selbst für ehrbare Personen und deren beste Freunde eine Gefahr darstellt. Zudem verlängert er das Leben seines Trägers, wenn er lange in dessen Besitz ist, beträchtlich, wie bei dem Geschöpf Gollum, das durch den Einen Ring eine unnatürlich lange Lebensdauer erhielt und auch Bilbo wird älter als jeder andere Hobbit vor ihm.
Die Macht zu verderben und zu betrügen, die dem Ring innewohnt, ist untrennbar mit dem Wesen und dem Schicksal des Ringes verbunden. Solange der Ring existiert, folgt er seinem eigenen Willen, selbst wenn er dem jeweiligen Besitzer zu dienen scheint. In gewisser Weise strebt der Ring nach absoluter Kontrolle über den Träger, um so zu Sauron, seinem einzig wahren Herrn, zurückzukehren, denn so wie die Macht des Ringes ursprünglich von Sauron kommt, ist auch sein Wille der Saurons, der den Ring nur durch Betrug an den Noldor von Eregion erschaffen konnte. So betrügt und verdirbt er Besitzer um Besitzer, wobei die Mächtigen ihm am schnellsten verfallen.
Der Ring ist im Herrn der Ringe das zentrale Objekt der Begierde, denn der Träger verspricht sich von ihm allumfassende Macht. Da er nur an jenem Ort zerstört werden kann, an dem er erschaffen wurde, macht sich Frodo Beutlin mit acht Gefährten auf den Weg, um den Schicksalsberg zu erreichen und dort den Ring in dem Feuer zu vernichten. Nachdem diese Aufgabe erfüllt ist, verliert Sauron auch seine verbliebene Macht, und somit auch die Fähigkeit, sich eine körperliche Gestalt zu schaffen.
Träger des Einen Ringes waren nach Sauron: Isildur, Déagol, Sméagol/Gollum, Bilbo Beutlin, Frodo Beutlin sowie Samweis Gamdschie. Andere Figuren, die den Ring offen begehrten, waren Saruman, Denethor und Boromir. Bilbo Beutlin und Samweis Gamdschie sind die Einzigen, die den Einen Ring freiwillig aufgegeben haben. Außerdem nimmt Tom Bombadil den Ring kurz in die Hand und steckt ihn auf den kleinen Finger, ist gegen dessen Wirkung jedoch vollkommen immun. Der Zauberer Gandalf lässt sich von Frodo den Ring geben, um ihn einer Feuerprobe zu unterziehen, steckt ihn dabei jedoch nicht auf den Finger.

#### Die drei Ringe der Elben
Diese drei Ringe sind die einzigen der 20 großen Ringe, die von Sauron nie berührt wurden und somit rein von seinem Einfluss bleiben. Sie werden etwa im Jahr 1590 des Zweiten Zeitalters von Celebrimbor in Eregion geschaffen.
Die drei Ringe zeigen ihre Macht, indem sie die Schönheit aller Dinge erhalten und bewahren. Als der Krieg der Elben gegen Sauron beginnt, erhält Celebrimbor von Galadriel den Rat, die Ringe zu verbergen. Sie erhält von ihm Nenya, den Ring des Wassers aus Adamant und Mithril. Vilya (der mächtigste der drei Ringe), den Ring der Luft aus einem blauen Saphir und Gold, sowie Narya, den Ring des Feuers verziert mit einem Rubin, vertraut er Gil-galad an. Dieser übergibt sie dann an Elrond und Círdan, bevor er stirbt.
Am Ende des dritten Zeitalters enthüllt Gandalf, dass er der Hüter Naryas ist, denn Círdan gab ihm den Ring, damit er die schwere Last, die auf ihn wartete, besser ertragen könne. Als der Eine Ring vernichtet ist, erlischt auch die Macht der Drei, und deren Träger, Gandalf, Elrond und Galadriel verlassen Mittelerde.

#### Die neun Ringe der Menschen
Die größten Erfolge erzielen die neun Ringe der Menschen, denn die Ringträger, die unter anderem Fürsten númenorischer (Q.) Abstammung waren, verwandeln sich langsam in Nazgûl (Ringgeister, auch Úlairi (Q.) genannt) und werden zu den treuesten Dienern Saurons. Ihr Anführer ist der Hexenkönig von Angmar.

#### Die sieben Ringe der Zwerge
Sie werden ebenso wie die neun Ringe der Menschen mit dem Gedanken verteilt, ihre Besitzer dem Willen Saurons zu unterwerfen. Allerdings scheitert die Macht der sieben Ringe an der Dickköpfigkeit der Zwerge. Sie beugen sich weder Saurons Willen, noch schwinden sie, wie die Menschen, als Geister dahin. Die Ringe steigern jedoch die Gier ihrer Träger nach Gold und anderen Kostbarkeiten. So soll auf dem Grund der sieben Zwergenschätze je ein goldener Ring gelegen haben (so wie der Ring des Alberich im Nibelungenhort). Später werden vier der Ringe von Drachen vernichtet, die anderen drei werden von Sauron zurückerobert. Über die Zerstörung der vier Zwergenringe existieren keine näheren Beschreibungen. In Der Herr der Ringe: Die Gefährten erzählt Gandalf, dass Drachenfeuer die Ringe zum Schmelzen bringen könne. Die einzigen bekannten Träger von Zwergenringen waren Thorin Eichenschilds Vater Thrain und sein Großvater Thror. Dieser Ring, der Durin III. gegeben worden war, war in der zwergischen Überlieferung der erste der Zwergenringe und wurde wie die drei Ringe der Elben von den Elbenschmieden gefertigt. Jedoch hatte Sauron bei seiner Herstellung mitgewirkt, so dass seine böse Macht zweifelsfrei auf diesem Ring lag. Er war zugleich der letzte freie Ring neben den drei Elbenringen, bis er Thrain unter Folter in Dol Guldur abgenommen wurde.

### Schöpfungen Feanors

#### Die Silmaril
Die Silmarilli (Q.), Bedeutung ‚Schimmernde Juwelen aus silima (Q.)‘, waren drei von Feanor in der Zeit nach der Loskettung Melkors (elbisch: Morgoth) geschaffene Edelsteine. Die von Varda geheiligten Juwelen enthielten das Licht der zwei Bäume und waren das Kunstvollste, das je von einem Elben geschaffen wurde.
Durch Feanors Eid, den er daraufhin schwor, wurde das Schicksal seiner Söhne und deren Häuser mit den von Melkor geraubten Silmaril verwoben. Melkor nämlich floh nach Mittelerde und ließ die Edelsteine in seine Eisenkrone einarbeiten. Dort blieben sie mehr als 400 Jahre, bis Beren und Lúthien einen der Silmaril von Melkor stehlen konnten, da Thingol ihn als Brautpreis verlangte.
Nach Lúthiens Tod bekam ihn ihr Sohn Dior. Dieser wurde von Feanors Söhnen erschlagen, seiner Tochter Elwing gelang aber mit dem Silmaril die Flucht. Später fanden sie und Earendil, der Seefahrer, mit der Hilfe des Juwels den Seeweg nach Aman. Dort wurde der Silmaril an Earendils Stirn gebunden, und er zog fortan als ein Stern am Himmel entlang. Von diesem Stern stammt auch das Licht von Galadriels Phiole.
Die anderen Silmaril fielen schließlich den beiden letzten überlebenden Söhnen Feanors zu. Doch da sie bereits durch viele schlimme Taten unrein geworden waren, versengten ihnen die Silmaril das Fleisch, worauf sich Maedhros in einen feurigen Abgrund stürzte und Maglor den Stein ins Meer warf. Die letzten beiden Silmaril gingen also in die Elemente Feuer und Wasser über und waren somit aus der Welt gebannt.

#### Die Palantíri
Die sieben Palantíri ‚die weithin Sehenden‘, auch als die ‚sehenden Steine‘ oder die ‚Sieben Steine‘ bekannt, wurden im Zeitalter der „Zwei Bäume“ in Aman von Feanor geschaffen und später Amandil von Númenor geschenkt. Nach dem Untergang Númenors wurden sie von Elendil mit ins Exil nach Mittelerde gebracht. Die Palantíri zeigten weit in Raum und Zeit entfernte Szenen, hatten aber auch untereinander Verbindung, so dass sie auch eine Kommunikation über große Entfernungen möglich machten. Mit ihrer Hilfe regierten die Herrscher die beiden großen, von Elendil in Mittelerde gegründeten Königreiche Arnor und Gondor.
Die Palantíri waren nicht öffentlich im Gebrauch, noch nicht einmal auf Númenor. In Mittelerde wurden sie in bewachten Räumen aufbewahrt, hoch oben in mächtigen Türmen, nur Könige und Herrscher und ihre dazu berufenen Hüter hatten Zugang zu ihnen und niemals wurden sie öffentlich zu Rate gezogen oder zur Schau gestellt.
Ursprünglich waren insgesamt sieben Steine nach Mittelerde gelangt. Sie wurden zwischen dem nördlichen (Arnor) und dem südlichen Königreich (Gondor) aufgeteilt. Die Steine Gondors befanden sich im Turm von Orthanc im Tal von Isengart, in Minas Anor (älterer Name der Stadt Minas Tirith), in Osgiliath und Minas Ithil (älterer Name der Stadt Minas Morgul), während die Palantíri Arnors in einem Turm auf dem Amon Sûl auf der Wetterspitze und in der früheren Königsstadt Annúminas aufbewahrt wurden. Der siebte Stein lag im Turm Elostirion auf den Turmbergen in Eriador nahe der Grauen Anfurten, doch er war nicht frei nutzbar, sondern blickte nur zum Meer in Richtung Westen. Es heißt, dass Elendil durch diesen Stein bisweilen die fernen Gestade von Tol Eressa in Aman erblicken konnte, wo sich der Meisterstein befand.
Im dritten Zeitalter gingen die zwei nutzbaren Steine des nördlichen Königreichs im Krieg gegen Angmar (Eisenheim) verloren, als König Arvedui (Letztkönig) in der Eisbucht von Forochel Schiffbruch erlitt. In einem Bürgerkrieg fiel der Stein von Osgiliath in den Anduin, und als Minas Ithil an die Nazgûl verloren ging, wurde es zu riskant, die verbliebenen zwei Steine zu benutzen, weil man sich nicht sicher sein konnte, ob Sauron den Ithil-Stein besaß, eine begründete Befürchtung, die sich später als wahr herausstellte. Dieser Stein wurde vermutlich beim Fall von Barad-dûr am Ende des dritten Zeitalters zerstört. Der Stein von Minas Tirith konnte nach dem Selbstmord Denethors nur noch mit sehr großer Willensanstrengung dazu gebracht werden, etwas anderes als „zwei sich in Flammen verzehrende Hände“ zu zeigen. Im vierten Zeitalter konnte König Elessar (Aragorn) daher nur noch den Orthanc-Stein benutzen.

### Erbstücke Arnors

#### Barahirs Ring
Barahir war der Vater Berens im Ersten Zeitalter. Er rettete Finrod Felagund in der Dagor Bragollach und bekam dafür Finrods Wappenring geschenkt. Mit diesem Ring bittet Beren Finrod seinen Eid zu erfüllen und ihn bei seiner Fahrt zu unterstützen. Er zeigt zwei einander umschlingende Schlangen und eine goldene Krone und ist mit grünen Smaragden besetzt. Er wurde als Erbstück mit nach Númenor (Q.) genommen (Beren war Urgroßvater von Elrond und Elros, wobei Letzterer unter dem Namen Tar-Minyatur als erster den Thron Númenors bestieg) und gelangte so in die Hände Elendils und Isildurs. Daher ist Barahirs Ring eines der Erbstücke von Isildurs Haus, zu dem auch Aragorn gehört, der ihn dann schließlich auch trägt. Der Ring hat keinerlei magische Kräfte, aber seine symbolische und historische Bedeutung ist enorm.

#### Das Zepter von Annúminas
Das Zepter von Annúminas war eines der Erbstücke von Isildurs Haus, nämlich der Stab der Herren von Andúnie. Es handelte sich um einen silbernen Stab und war das Zeichen des Herrscherhauses des nördlichen Königreiches der Menschen (Arnor). Nachdem das nördliche Königreich zerfallen war, wurden das Zepter und die Bruchstücke von Narsil bei Elrond in Bruchtal aufbewahrt. Dieser übergab es König Elessar (Q.) bei dessen Hochzeit. Annúminas bezieht sich auf den Namen der ersten Hauptstadt Arnors.

#### Der Elendilmir
Der Elendilmir (Q.) ‚Elendil-Stern‘ wird als eines der wertvollsten Schmuckstücke in Mittelerde angesehen, das erst am Ende des Dritten Zeitalters nach dem Sieg über Sauron von Gimli und Aragorn unter den Schätzen Sarumans gefunden wird.

„Daneben lag ein unschätzbares Schmuckstück, das man lange als für immer verloren beklagt hatte; der Elendilmir, der weiße Stern aus elbischem Kristall auf einem Stirnreif aus Mithril, von Silmarien auf Elendil gekommen und von ihm als ein Zeichen königlicher Herrschaft im Nördlichen Königreich angenommen.“

Da er bei Isildurs Tod verloren geht, wird in Imladris für dessen Sohn Valandil eine Kopie angefertigt, die daraufhin von allen Königen und Anführern dieser Linie getragen wird. Diesem wohnt aber nicht dieselbe Kraft inne, wie dem verlorenen Erbstück. Der Elendilmir wird auch Elendils Stern und Stern des Nördlichen Königreichs genannt.
Dass Isildur ihn am Tage seines Todes trug, wurde diesem zum Verhängnis, denn obwohl er den Einen Ring benutzte, der ihn unsichtbar machte, war das Strahlen des Elendilmir für die Orks als rotes Glühen sichtbar. Doch in den Schwertelfelden verlor Isildur den Ring, sodass er von den Orks gesehen und von ihren Pfeilen getroffen in den Fluten des Sir Ninglor (‚Schwertelfluss‘) unterging.

#### Der Elessar
Der Elessar (Q.) ‚Elbenstein‘ oder ‚Sternenstein‘ war ein grünes Juwel, in dem das Licht der Sonne in der Farbe lichtdurchfluteter Blätter eingefangen war. Er wurde von Celebrimbor in Gondolin für Turgons Tochter Idril gefertigt. Deren Sohn Earendil schließlich nahm den Stein bei seinem Fortgang aus Mittelerde mit sich.
Im Dritten Zeitalter brachte Gandalf, einer der Maiar, im Auftrag Yavannas einen grünen Edelstein gleichen Namens nach Mittelerde und übergab ihn Galadriel, die ihn für Aragorn bewahren sollte. Galadriel lieh Aragorn, den sie auch selbst als Elessar betitelte, diesen Stein bei seinem ersten Besuch in Lothlórien mit eigens für ihn angefertigten Kleidungsstücken, damit er Arwen, die dort weilte, angemessen gegenübertreten und so endgültig ihr Herz erobern konnte. So kam es auch dort im Jahre 2980 auf dem Cerin Amroth (Hügel des Amroth) zur Verlobung Arwens und Aragorns, wo sie zwei Schmuckstücke tauschten: Sie gab ihm die Kette mit dem Abendstern und er ihr Barahirs Ring als Zeichen ihres gegenseitigen Treueversprechens. Aragorn gab den Elessar-Stein und die Kleidung zurück, aber Galadriel übergab den Stein später an Arwen, die ihn wiederum Aragorn aushändigte. Schließlich trug Aragorn den Stein dann als König Elessar.
Über die Herkunft dieses Steins trifft Tolkien keine eindeutige Aussage. Einerseits wird die Anfertigung eines zweiten Steins, ebenfalls durch Celebrimbor, beschrieben; andererseits wird die Möglichkeit erwähnt, es könne sich auch um Earendils Stein handeln.

### Das Horn von Gondor
Das Horn von Gondor ist das mit Silber beschlagene Horn eines wilden Ochsen, von dem gesagt wird, dass er ein Auerochse des Vala Orome gewesen sei. Seit der Zeit von Vorondil (Treuer Freund) dem Jäger, Vater des ersten Herrschenden Truchsessen von Gondor, ist es ein Erbstück des Hauses der Truchsessen und wird immer vom erstgeborenen Sohn getragen. Anscheinend ist es dem Valaróma (Oromes Jagdhorn) nachempfunden, denn es heißt, der Ruf des Horns bliebe nicht ungehört, wenn er innerhalb der Grenzen Gondors erschallte. Ähnliches gilt auch für Oromes Horn, das man in ganz Mittelerde hören konnte, wenn es von ihm dort geblasen wurde.
Zuletzt trägt es Boromir auf seiner Fahrt mit der Gemeinschaft des Ringes. Es wird in zwei Hälften zerschlagen, als Boromir im Kampf mit mehreren Uruk-hai auf dem Parth Galen ‚grünes Grasland‘ in der Nähe des Rauros, des großen Wasserfalls des Anduin, fällt. Aragorn, Legolas und Gimli legen das gespaltene Horn mit in Boromirs Totenboot, und es wird am Ufer des Anduins wieder an Land gespült, von wo aus es zu Denethor II. gebracht wird, der so vom Tod seines Sohnes erfährt.

### Zwergenhandwerk

#### Das Nauglamír
Das Nauglamír ‚Zwergenjuwel‘, ist ein von den Zwergen der Ered Luin für Finrod geschaffenes goldenes Halsgeschmeide. Es ist mit vielen Edelsteinen versehen und verleiht dem Träger Anmut und Schönheit. Das Nauglamír überdauert den Fall Nargothronds und wird später von Húrin nach Doriath, zu König Thingol gebracht. Thingol beauftragt die Zwerge von Nogrod damit, das Halsband neu zu fassen und dabei den von Beren erbeuteten Silmaril einzuarbeiten, doch von der Schönheit des Schmuckstücks überwältigt, erschlagen sie ihn, um in den Besitz des Geschmeides zu kommen. Doch das Nauglamir kann wiedererlangt und nach Menegroth zurückgebracht werden. Nach der Aufhebung des Banngürtels rund um Doriath und der damit verbundenen Plünderung Menegroths fällt das Nauglamír wieder an die Zwerge. Später wird es den Zwergen wieder entwendet, diesmal von Beren bei Sarn Athrad.
Nach der Zurückeroberung wird das Nauglamír einige Jahre von Luthien getragen. Mit ihrem Tod im Jahr 506 des ersten Zeitalters geht das Nauglamir zu Dior über. Nach der Tötung Diors wird es von Elwing in Sicherheit gebracht und bleibt bis zur Fahrt Earendils und Elwings nach Aman intakt. Als Earendil in den Himmel auffährt, trägt er das Nauglamír um den Hals. Der Silmaril aber ist auf seine Stirn gebunden.

#### Der Drachenhelm von Dor-lómin
Der Drachenhelm von Dor-lómin, auch Drachenhelm des Nordens oder Hadors Helm genannt, ist ein Kriegshelm, welcher vom Zwerg Telchar von Nogrod für Azaghâl, einen Zwergenfürsten aus Belegost geschmiedet wurde. Er besteht aus grauem Stahl und verdankt seinen Namen dem Kamm des Helms, welcher golden war und wie ein Drachenkopf aussah. Da dieser sein Leben gerettet hatte, schenkte Azaghâl Maedhros, einem Sohn Feanors, den Helm, welcher ihn wiederum an Fingon weiterverschenkte. Später wurde der Helm von den Noldor an das Haus Hadors verschenkt. Nach der Nirnaeth Arnoediad, der 'Schlacht der ungezählten Tränen', bewahrte Morwen ihn auf, bis sie ihren Sohn Túrin mit dem Helm nach Doriath schickte, wo der Helm vorerst in den Besitz des Königs Thingol kam. Später überbrachte Beleg Langbogen den Helm an Túrin, welcher als Träger dieses Helms sehr bekannt wurde und auch Gorthol ‚Schreckenshelm‘ genannt wurde.

#### Der Arkenstein
Der Arkenstein, auch Arkenjuwel genannt, ist ein großer, weißer Edelstein, der von Thrain I. tief unter dem Erebor gefunden wird, weshalb er auch als „Herz des Berges“ bezeichnet wird. Er leuchtet aus einem inneren Licht. Als Smaug die Zwerge im Jahr 2770 des Dritten Zeitalters vertreibt und viele von ihnen tötet, verbleibt der Arkenstein unter dem Berg, wo er schließlich im Jahr 2941 des Dritten Zeitalters von Bilbo Beutlin gefunden wird, als er den Drachenhort erkundet. Bilbo hält ihn geheim und nutzt ihn, um eine Verständigung zwischen Thorin, den Waldelben und Menschen zuwege zu bringen, mit dem Gedanken, einen Krieg um den Schatz zu verhindern. Doch die Elben, Menschen und Zwerge werden von Bolg, dem Sohn Azogs angegriffen und Thorin fällt in der Schlacht der Fünf Heere. Der Arkenstein wird Thorin von Bard, dem Feldherren der Menschen aus Seestadt, mit ins Grab gegeben. Im Buch Der Hobbit schreibt Tolkien folgendes über den Arkenstein:

„Und jetzt sprach auch Thorin vom Arkenjuwel Thrains und bat sie eindringlich, in jeder Ecke nach ihm zu suchen. »Denn der Arkenjuwel meines Vaters«, sagte er, »ist mehr wert als ein ganzer Fluss aus Gold, und für mich ist er überhaupt jenseits aller Werte.«“

Und als Bilbo ihn herausholte und zeigte:

„Selbst der Elbenkönig, der an den Anblick erlesener Schönheit gewöhnt war, stand vor Verwunderung auf. Auch Bard schaute und staunte und sagte kein Wort. Es war, als ob eine Kugel mit Mondlicht gefüllt wäre und vor ihnen in einem Netz hinge, das aus den Strahlen kühlglitzernder Sterne gewebt worden war.“

## Magische Gegenstände

### Angainor
Angainor (Q.) ‚Quälende Eisenfessel‘ oder ‚Peiniger‘ ist der Name der Kette, die der Vala Aule aus einer Verschmelzung von sechs Metallen herstellte. Diese Legierung, die Tilkal heißt, ist ein unzerstörbares Material und diente zweimal dazu, Melkor in Fesseln zu legen und so für lange Zeit zu binden. Der Name Tilkal ist eine Kombination aus den Anfangsbuchstaben der sechs verwendeten Metalle.
- Tambe (Kupfer), Ílsa (Silber), Latúken (Zinn), Kanu (Blei), Anga (Eisen) und Laure (Gold).

Diese Legierung schimmert, je nach Lichteinfall, hellgrün oder rot und kann weder zerbrochen noch durchbohrt werden.

### Galadriels Phiole
Galadriels Phiole war ein in der Not hell erstrahlendes Glasgefäß, das Frodo von Galadriel beim Abschied aus Lórien geschenkt bekam.
Sie enthielt das Licht Earendils, der mit einem der Silmaril nach Valinor gefahren war und dort um Hilfe im Kampf gegen Melkor gebeten hatte. Frodos Begleiter Samweis Gamdschie nutzt die Phiole etwa bei seinem Kampf gegen die Spinne Kankra. Einzig im Schicksalsberg, dem Zentrum von Saurons Macht, versagt die Phiole ihren Dienst. Das Licht der Phiole wird durch die Hoffnung und den Mut des Trägers verstärkt und hilft Frodo, trotz des einen Rings, stark zu bleiben. Frodo nimmt sie mit über das Meer, als er in den Westen segelt.

### Galadriels Spiegel
Galadriels Spiegel ist ein breites, flaches, silbernes Wasserbecken, das in Caras Galadhon (Stadt der Bäume) steht. Wenn sich Wasser im Becken befindet, kann Galadriel in ihm Szenen sichtbar machen, die sich an einem fernen Ort und zu einer anderen Zeit abspielen können. Niemand kann jedoch beurteilen, ob die gesehenen Szenen sich tatsächlich je ereignet haben oder ereignen werden. Nur wenige haben je in diesen Spiegel geschaut.
Während des Aufenthalts der Ringgemeinschaft im Lande Lórien erlaubt Galadriel Frodo Beutlin und Samweis Gamdschie, einen Blick in ihren Spiegel zu werfen, wobei sie durch ihre eigene seherische Gabe dieselben Bilder vermittelt bekommt.

### Thorins Karte
Im Buch Der Hobbit bringt Gandalf dem Zwergenkönig Thorin Eichenschild ein Pergament, das auch als Thorins Karte bezeichnet wird. Darauf sind der Berg Erebor (‚Einsamer Berg‘) und das Abbild eines Drachen sowie ein geheimer Nebeneingang zu der ehemaligen Zwergenmine verzeichnet. In der zwergischen Runenschrift sind dort auch einige Worte verzeichnet: »Fünf Fuß hoch die Tür, und drei passen nebeneinander«. Die Karte scheint nichts weiter als eine einfache Ortsbeschreibung zu sein, aber später, als Gandalf, Bilbo und die Zwerge auf ihrer Reise im Hause Elronds Rast machen, offenbart sich ihr eigentliches Geheimnis. Denn neben den sichtbaren Zwergenrunen enthält sie eine zweite Inschrift in sogenannten Mondrunen, die nur an einem bestimmten Tage bei Mondlicht zu entziffern ist. »Steht bei dem grauen Stein, wenn die Drossel schlägt und der letzte Sonnenstrahl am Durinstag auf das Schlüsselloch fällt.« Nur durch diesen Hinweis ist es also möglich, den geheimen Zugang zur Mine zu öffnen.

### Stäbe der Istari
Die Istari, die von den Menschen in Mittelerde als Magier oder Zauberer bezeichnet wurden, führten als Symbol ihrer Zugehörigkeit zum „Heren Istarion“ (Orden der Zauberer) Stäbe in der Größe eines Wander- oder Hirtenstabs. Diese Stäbe waren keine Zauberstäbe, wie sie aus anderen Fantasy-Welten bekannt sind, sie konnten von den Istari zur Verstärkung der ihnen gegebenen Macht eingesetzt werden. So konnte Gandalf am Ende seines Stabes Licht oder magische Blitze erzeugen, beispielsweise, um dadurch die Brücke in der ehemaligen Zwergenfestung Khazad-dûm (Moria) zu zerstören. Der schwarze Stab Sarumans, der aus dem Orden der Zauberer ausgeschlossen wurde, zerbrach. Alle fünf namentlich bekannten Istari sollen einen solchen Stab besessen haben.

## Waffen

### Aeglos
Aeglos ‚Schneespitze‘ ist der Speer Gil-galads, des Hohen Königs der Noldor, der ihn in der Schlacht von Dagorlad (die Schlacht des Letzten Bündnisses) trug und deshalb von den Scharen Saurons gefürchtet wurde. Es ist nicht überliefert, was mit Aeglos nach dem Tod Gil-galads im Kampf gegen Sauron geschah. Aeglos ist auch der Name für eine weiße Stechginster-Pflanze, die auf den Hängen des Amon Rûdh (‚kahler Berg‘) in Beleriand wuchs.

### Belthronding
Belthronding ‚gewaltige Donnerstimme‘, wegen des lauten Surrens, das sowohl die Bogensehne, als auch der abgeschossene Pfeil von sich gaben, ist der Name des Bogens von Beleg Langbogen, dem Hauptmann der Grenzwachen von Doriath in Beleriand. Der Bogen aus schwarzem Eibenholz wird Beleg nach dessen Tod von Turin und dem Elben Gwindor ins Grab gelegt. Es wird berichtet, dass außer Beleg Cúthalion niemand in der Lage war, diesen Bogen zu spannen.

### Dramborleg
Dramborleg ‚Schlagschärfe‘ ist die große Axt des Menschen Tuor, der die Axt einem Schwert vorzieht, denn „mit Tuors Axt konnte man einen schweren Schlag wie mit einer Keule führen und wie mit einem Schwert spalten“. Die Axt geht später an Tuors Enkel Elros, den ersten König Númenors, über und wird so zu einem der wichtigsten Erbstücke des Königshauses von Númenor. Dramborleg geht beim Untergang von Númenor verloren.

### Grond
Grond, ‚Hammer der Unterwelt‘ (Sindarin für Keule, gewichtig, schwer) ist der Kriegshammer Melkors, der ihn im Kampf gegen Fingolfin, den hohen König der Noldor, einsetzte. Wenn Grond auf den Boden geschlagen wurde, erzitterte die Erde und wo er aufschlug stieg Feuer auf und Krater entstanden. Um seiner Macht zu gedenken, benannte Sauron den großen Rammbock, welcher in der Schlacht auf dem Pelennor bei der Belagerung Minas Tiriths zum Einsatz kam, nach Grond.

### Schwerter

#### Anglachel / Gurthang
Das Schwert Anglachel ‚Eisen des Flammensterns‘ wird von dem Dunkelelben Eol aus Meteoritenmetall geschmiedet und als Tribut an König Thingol entrichtet.
Auf der Suche nach seinem Freund Túrin erhält Beleg Anglachel aus Thingols Rüstkammer, auch wenn die Königin Melian ihn vor dem Unheil warnt, das die Klinge mit sich bringen könnte. Tatsächlich erschlägt Túrin seinen Freund versehentlich mit ebendiesem Schwert, als Beleg ihn findet. Die Klinge Anglachels wird daraufhin stumpf und färbt sich schwarz. In Nargothrond lässt Túrin es schleifen und gibt ihm den Namen Gurthang, was übersetzt „Todeseisen“ bedeutet.
Gurthang zerbricht, als Túrin sich nach dem Sieg über den Drachen Glaurung aus Kummer selbst in die Spitze des Schwertes stürzt.

„Dort zog er sein Schwert, das ihm nun allein noch blieb von allem Besitz, und sagte: ‚Gegrüßt seist du, Gurthang! Keinen Herrn kennst du und keine Treue, nur gegen die Hand, die dich regt. Kein Blut verschmähst du. Ist also auch Túrin Turambar dir genehm, und wirst du mir ein rasches Ende machen?‘

Und aus der Klinge sprach eine kalte Stimme, die ihm Antwort gab: ‚Fürwahr, freudig trinken will ich dein Blut, dass ich das Blut Belegs, meines Herrn, vergesse und Brandirs, des zu Unrecht Erschlagenen. Ich will dich rasch töten.‘“

#### Anguirel
Anguirel ‚Eisenewigstern‘ ist das Schwesterschwert Anglachels, das ebenfalls von Eol geschmiedet wurde. Dieses Schwert aus Meteoritenstahl trägt er jedoch selbst.

#### Aranrúth
Aranrúth ‚Königsgrimm‘ ist das Schwert Thingols, des Königs der Sindar in Doriath. Über seine Urenkelin Elwing gelangt es später an Elros und wird so zu einem Erbstück der Könige von Númenor. Es geht während des Untergangs von Númenor verloren.

#### Glamdring
Glamdring ‚Feindhammer‘ oder ‚Orkhammer‘, von den Orks „Schläger“ genannt, ist ein von den Elben Gondolins geschmiedetes und von Turgon, ihrem Herrn, bis zu seinem Tod getragenes Schwert, das später in den Besitz Gandalfs fällt. Im Hobbit findet er dieses in einer Trollhöhle, zusammen mit den „Schwesterklingen“ Orcrist und Stich. Glamdring hat wie Letztere die Eigenschaft, in der Nähe von Orks bläulich zu leuchten.
Mit Glamdring besiegt Gandalf den Balrog in Moria und kämpft mit ihm im Ringkrieg.

#### Orcrist
Das Schwert Orcrist ‚Orkspalter‘, von den Orks „Beißer“ genannt, wird ebenso wie seine Schwesterklingen Glamdring und Stich in Gondolin geschmiedet. Als die Waffen in der Höhle der zu Stein erstarrten Trolle gefunden werden, nimmt Thorin Eichenschild Orcrist an sich. Thorin fällt in der Schlacht der Fünf Heere am Fuße des Berges Erebor. Orcrist wird ihm zu Ehren auf sein Grab gelegt. Es warnt seither vor Angriffen der Orks, denn die Klinge erstrahlt blau, wenn sich diese in der Nähe befinden.

#### Narsil / Andúril
Narsil (Q.) ‚Feuermond‘ oder ‚Sonne-Mond‘ ist das Schwert Elendils. Es wird vom Schmiedemeister Nogrods, dem Zwerg Telchar, während des Ersten Zeitalters geschmiedet. Sein Name leitet sich vom elbischen Anar „Sonne“ oder Nar „Feuer“ und Isil „Mond“ oder Sil „Schimmer“ ab, denn sein Glanz soll dem der Sonne und des Mondes nahekommen. Narsil verhilft den Menschen und Elben des Letzten Bündnisses zum Sieg gegen Mordor in der Schlacht von Dagorlad. Im Kampf mit Sauron zerbricht es, Elendil wird getötet.
Isildur ergreift darauf das zerbrochene Schwert und schneidet Sauron mit dem Rest der Klinge den Einen Ring von der Hand. Dadurch kommt dieser in den Besitz Isildurs, der ihn aber entgegen Elronds Rat nicht vernichtet. Mit diesem Ereignis beginnt das Dritte Zeitalter, in dem die Handlung des Herrn der Ringe spielt.
Die Erben Isildurs bis hin zu Aragorn tragen das abgebrochene Schwert als Erinnerung an die Schlacht des Letzten Bündnisses. In Bruchtal wird das Schwert von Elronds Schmieden neu geschmiedet und erhält den Namen Andúril „Westglanz“, von Aragorn wird es „Flamme des Westens“ genannt. Aragorn nimmt es an sich, als die Gemeinschaft des Ringes Bruchtal verlässt, um den Einen Ring zu vernichten. Er benutzt es, um dem Heer der Untoten auf den Pfaden der Toten zu beweisen, dass er als rechtmäßiger Erbe Elendils in der Lage ist, sie von ihrem Fluch zu befreien, wenn sie für ihn kämpfen und damit ihren gebrochenen Eid erfüllen.
In der Verfilmung von Peter Jackson werden die Bruchstücke von Narsil 3000 Jahre lang von Elrond in Bruchtal aufbewahrt und erst unmittelbar vor dem Aufbruch zu den Untoten als Andúril von Elrond an Aragorn übergeben.

#### Ringil
Ringil ‚Eisglanz‘ oder ‚Froststern‘ heißt das Schwert Fingolfins, des Hohen Königs der Noldor, mit dem er dem Dunklen Herrscher Melkor sieben Wunden schlägt und ihm im Sterben eine weitere, tiefe Verletzung am Fuß beibringt.

#### Gúthwine
Gúthwine (Rohirrisch für ‚Freund der Schlacht‘) ist das Schwert Éomers, des achtzehnten Königs der Menschen von Rohan und Erben Theodéns.

#### Herugrim
Herugrim (Rohirrisch für ‚Grimmiges Schwert‘) war das Schwert Théodens von Rohan. Gríma Schlangenzunge verwahrte es in einer Truhe, bis der König es nach der Heilung seiner Korrumpierung Sarumans zurückforderte.

### Messer oder Dolche

#### Angrist
Angrist ‚Eisenspalter‘ ist ein Dolch, der aus der Zwergenschmiede Telchars von Nogrod stammt und von Curufin, einem Sohn Feanors, getragen wurde. Wie es in seine Hände kam, ist unklar. Als Curufin und dessen Bruder Celegorm Beren und Lúthien überfiel, verlor Curufin das Messer an Beren, der es mit nach Angband nimmt und dort einen der Silmaril aus Melkors eiserner Krone schneidet. Hier zeigt sich Angrists Stärke, denn ohne große Kraftanstrengung löst Beren den Silmaril aus dem Metall. Als der Mensch noch einen zweiten Silmaril aus der Krone schneiden will, zerbricht Angrist.

#### Stich
Das Schwert Stich (in Walter Scherfs Übersetzung von Der Hobbit „Stachel“ genannt) wurde im Ersten Zeitalter in Gondolin geschmiedet und kommt in zahlreichen Schlachten zum Einsatz. Vielen gilt es eher als Großes Messer. Durch elbische Schmiedekünste vermag es, wie Glamdring und Orcrist, blau zu leuchten, wenn Orks in der Nähe sind.
Zum Ende des Dritten Zeitalters gelangt Bilbo Beutlin in den Besitz des Schwertes, als er mit Gandalf und den dreizehn Zwergen auf dem Weg zum Erebor ist.
Während des Ringkrieges übergibt er Stich zusammen mit dem Kettenhemd aus Mithril an seinen Neffen Frodo, als dieser seine Reise zum Schicksalsberg antritt. Hier leistet Stich Frodo (in Moria) gute Dienste. Auch die Fähigkeit von Stich, besonders gut Spinnennetze im Spinnenpass Cirith Ungol zu schneiden, rettet den Hobbits das Leben. Sam, der es erst vom bewusstlosen Frodo nimmt und schließlich von Frodo geschenkt bekommt, kann mit Hilfe von Stich entscheidend zum Gelingen des Abenteuers beitragen.

#### Morgul-Messer
Morgul-Messer (auch Morgul-Klingen genannt) sind magische Waffen der Nazgûl. Aus Tolkiens Universum sind zwei Opfer der Klingen bekannt:
1. Frodo Beutlin, der auf der Wetterspitze verwundet wurde, jedoch überlebte. Obwohl körperlich geheilt, gilt die Verletzung durch die Morgul-Klinge als einer der Gründe Frodos, zu Beginn des Vierten Zeitalters Mittelerde zu verlassen.
2. Boromir I., der elfte herrschende Truchsess von Gondor, der im Krieg um Osgiliath eine Morgul-Messer-Wunde davontrug und daraufhin starb.